# Notre Dame d'Afrique

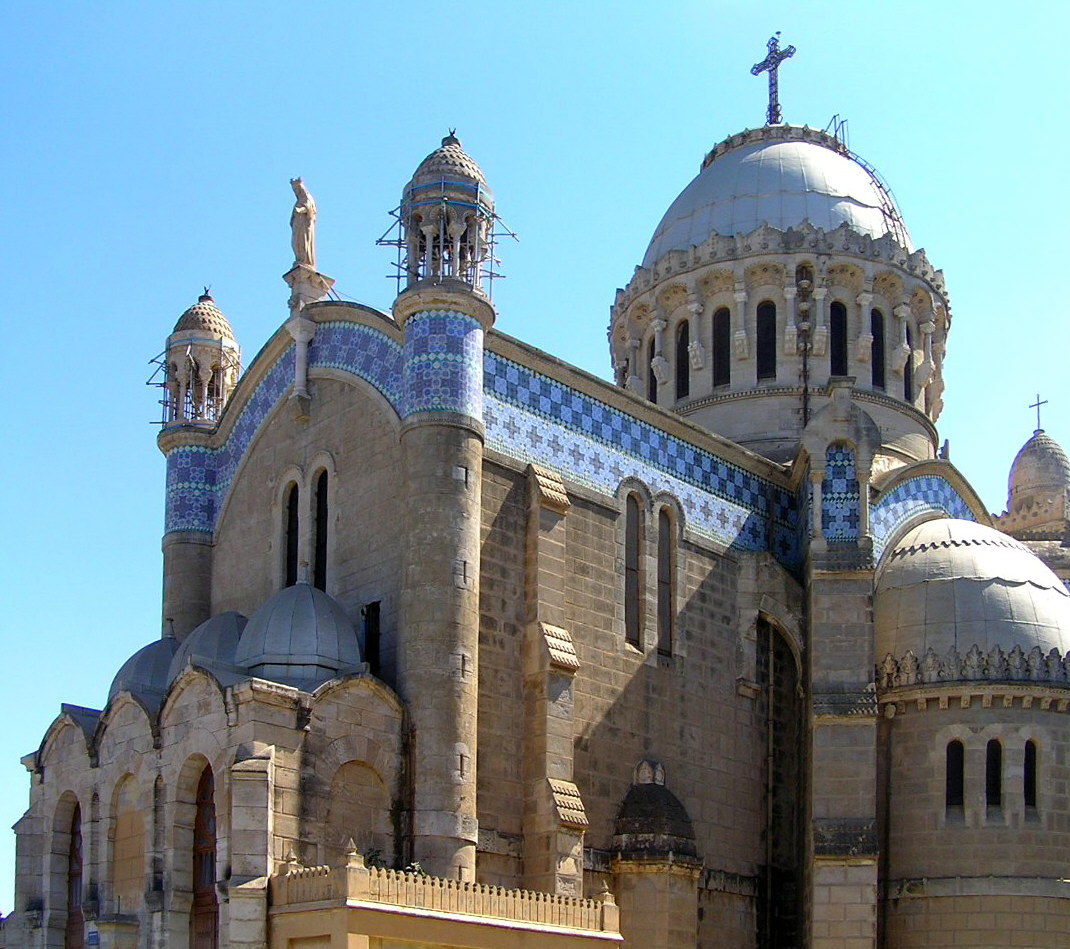
Notre Dame d'Afrique.

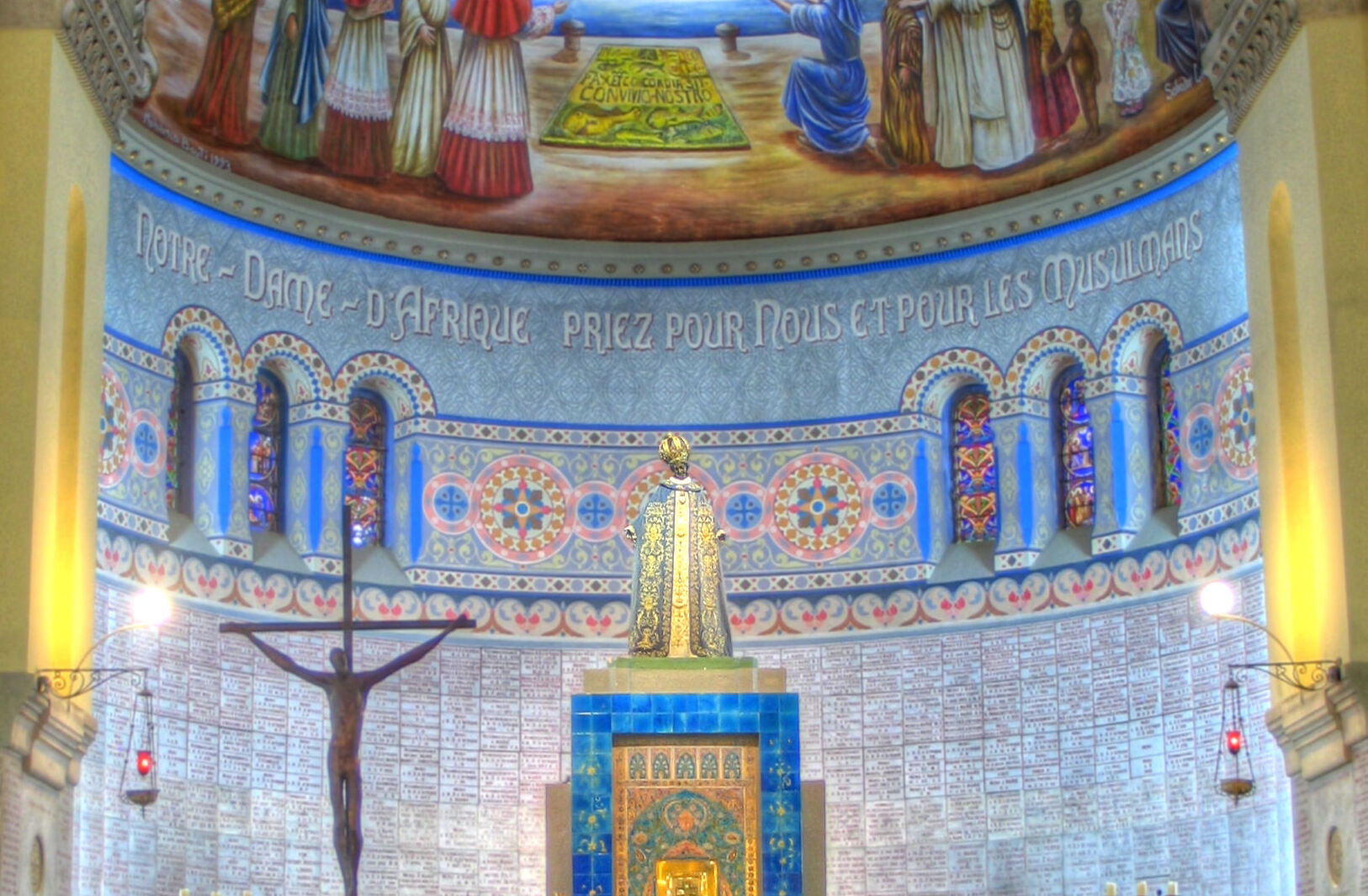
Kyrkans interiör.

Notre Dame d'Afrique (Vår Fru av Afrika) är en Romersk-katolsk kyrka och basilika i Alger, Algeriet. På absiden står det Notre Dame d'Afrique priez pour nous et pour les Musulmans ("Vår Fru av Afrika, be för oss och för muslimerna").